# 薩庫鄉 (卡拉什-塞維林縣)
45°34′N 22°07′E / 45.567°N 22.117°E
薩庫鄉（羅馬尼亞語：Comuna Sacu, Caraș-Severin），是羅馬尼亞的鄉份，位於該國西南部，由卡拉什-塞維林縣負責管轄，面積32平方公里，海拔高度150米，2007年人口1,608，人口密度每平方公里50人。